# جيندار (أذربيجان)
جيندار(بالإنجليزية: Cındar، بالتركية: Cındar، بالفارسية: جیندار، باليونانية:Τσιντάρ): هي قرية في بلدية روستوف (أذربيجان) في مقاطعة قوبا في أذربيجان.